# Технічні засоби служби авіаційної безпеки
Технічні засоби служби авіаційної безпеки  — елемент системи безпеки аеропортів, що використовується в межах повноважень для рішення задач забезпечення авіаційної безпеки. Обслуговують спеціалісти, які експлуатують доглядову апаратуру в аеропортах цивільної авіації.
Експлуатація радіотехнічних засобів убезпечення цивільної авіації: рентгенівських інтроскопів, рентгенівських реконструкційних обчислювальних томографів, стаціонарних металодетекторів і металошукачів. Національна програма авіаційної безпеки, перспектива та експлуатація в підрозділах Служби авіаційної безпеки технічних засобів. Відповідає спеціальності 8.090702.04 «Доглядові та охоронні системи».

## Перелік скорочень
АЦП — Аналого-цифровий перетворювач

БД — Блок детекторів

БЗ — Біологічний захист

ВПС — Всесвітній поштовий союз 

ГСТУ — Галузевий стандарт України 

ДК — Датчик координат

ЗІП — Запасне майно і прилади

ІАТА —  Міжнародна асоціація повітряного транспорту
ІКАО —Міжнародна організація цивільної авіації

ІФ — Інтерфейс

КРАА — Координаційна Рада асоціації аеропортів 

ЛВВС — Лінійний відділок внутрішніх справ 

МО — Метрологічне забезпечення
НАУ —Національний авіаційний університет

НВЧ — Надвисока частота 

ОК — Об'єкт контролю

ОТО — Оперативне ТО

ПО — Програмне забезпечення

РВ — Рентгенівське випромінювання

РМО — Робоче місце оператора

РМС — Рада митного співробітництва 

СЕС —  Санітарно-епідеміологічна станція

СЗ — Стандартний зразок

СТО — Сезонне ТО
ТО —  Технічне обслуговування

ЦА —  Цивільна авіація

ACI — Міжнародний комітет з безпеки в авіації 

CNS/ATM — Communication and Surveillance/Air Traffic Management—Система навігації та керування повітряним рухом 

EDS — Електронне детектування об'єктів

ICR — Міжнародна комісія з радіологічного захисту

IMS — Спектрометрія рухливості іонів

MMR — Радар міліметрових хвиль

MTBF — Середнє арифметичне MTBF

SAICS — Міжнародна корпорація прикладних наукових досліджень 

SBR — Стандартна щільність потоку пасажирів

## Вступ
Недавнє зростання кількості інцидентів, пов'язаних із порушеннями безпеки в цивільній авіації (ЦА), включаючи захоплення і викрадення літаків, збройне викрадання цінних вантажів тощо знову нагадали про те, що рівень загрози в ЦА дуже високий і ніякі географічні регіони не можна вважати цілком безпечними. Така ситуація повинна призвести до посилення заходів безпеки в аеропортах і на авіалініях. Проте, незважаючи на зростаючий рівень погроз оператори засобів догляду в аеропортах зустрічають певні труднощі у своїй роботі.
Послугами авіаліній щорічно користуються понад 1,5 млрд авіапасажирів. Всі пасажири повинні проходити перед польотом догляд. Помилки досвідчених операторів доглядових установок у виявленні вибухових пристроїв у багажі дуже незначні, навіть за їхньої тривалої роботи. Досвідчені і пильні оператори служб авіаційної безпеки роблять певний стримувальний вплив на зловмисників, які наміряються здійснити неправомірні дії у польотах.
Вимоги догляду авіапасажирів при їхньому вході до контрольованої зони аеропортів діють так саме давно, як і вимоги догляду їхнього багажу. Проте їхнє виконання донедавна, зазвичай, залишалося на другому плані. Це пояснювалося почасти тим, що застосування для такого огляду аркових металодетекторів прохідного типу або магнітометрів обходилося значно дешевше, ніж більш складних рентгенівських установок. Або тим, що розроблення нової технології швидкого догляду авіапасажирів за обмеженої вартості була пов'язана з великими труднощами, і промисловість обмежувалася випуском лише засобів виявлення металевої зброї й інших незаконних предметів, що можуть бути заховані під одягом пасажирів. У майбутньому можуть з'явитися нові засоби догляду, наприклад, засновані на використанні міліметрових радіохвиль, що протягом деякого часу вже розробляються. Інша технологія, яка проходить інтенсивні лабораторні випробування, заснована на використанні прохідних контрольних арок, спроможних виявляти сліди (пару або частинки) вибухових речовин або металів при застосуванні сумісно з арковими металодетекторами, наприклад, газоаналізатор фірми Heimann-Smith. Але вони не можуть виявляти інші предмети, типу зброї з керамічними деталями.
Сучасні аеропорти працюють за умови конкуренції, тому якість обслуговування стає важливим чинником у залученні компаніями авіаліній транзитних пасажирів і агентств з авіаперевезень вантажів. Більшість аеропортів світу працюють на комерційній основі, залучення до їхніх послуг вигідних користувачів є економічною необхідністю. Забезпечуючи авіаційну безпеку, необхідно також покращати загальну культуру обслуговування авіапасажирів.

## Проблеми убезпечення цивільної авіації
Безпека цивільної авіації є найбільш важливою проблемою міжнародної безпеки протягом найближчого років. Цивільна авіація сприяла перетворенню країн світу в одне «глобальне місто», давши можливість мільйонам людей пересуватися в будь-які точки земної кулі. Разом з тим вона стала об'єктом впливу терористичних організацій і груп, що мають можливість використовувати для проведення своїх операцій сучасні досягнення в областях зв'язку і передачі інформації.
Як відзначається в журналі «Jane's International Defens Review» , наразі техніка стоїть на передньому рубежі боротьби з тероризмом, оскільки оснащені нею сили безпеки одержують можливість стримувати, протидіяти і знищувати терористів.
Боротьба з тероризмом — це вживання превентивних заходів, виявлення погрози і потім її нейтралізація. Ефективна система виявлення і нейтралізації погроз може стати основою попередження тероризму. Деякі технології виявлення вже добре устоялися, інші ще знаходяться в стадії розвитку. Область, на яку спрямована більшість технічних програм у сфері безпеки, відноситься до виявлення та визначення вибухових речовин чи самих відомих терористів.
Повітряний транспорт виявився дуже уразливим стосовно застосовуваних терористами вибуховим речовинам. Зовсім невелика кількість вибухової речовини може призвести до катастрофи великого літака і масових жертв. І все-таки кожна з цих потенційних жертв несе велику кількість багажу, який потрібно швидко перевірити, обробити і завантажити на літак. Як тільки терористи почали нападати на літаки, аеропорти й авіакомпанії швидко відреагували застосуванням технічних засобів для перевірки багажу і пасажирів.
Примітним фактором розробки систем виявлення є необхідність якнайбільше автоматизувати процеси в цих системах. Останні мають потребу в спостереженні та керуванні з боку людини в тій чи іншій формі. У багатьох системах межі можливостей техніки розширюються, щоб довести рівень необхідної участі людини до мінімуму. В ідеальному випадку участь людини повинна бути обмежена підтвердженням правильного виявлення. Однак у багатьох випадках обмежені можливості техніки і передбачуваність робочих характеристик апаратури роблять періодичну участь людини доцільним. Необхідність автоматизації особливо важлива, коли потрібно оглядати велику кількість об'єктів, наприклад, при догляді багажу в аеропортах чи машин, що перетинають кордон.
Для оцінювання планування заходів щодо убезпечення цивільної авіації повинна бути вироблена загальна стратегія з урахуванням тенденцій виникнення погроз і міжнародних вимог.
На основі методологічного підходу й аналізу ІКАО виділила основні погрози безпеці польотів:
- захоплення літаків терористами й іншими злочинними елементами та акти саботажу;
- незаконне перевезення небезпечних вантажів;
- безпорядки під час польотів літаків, викликані агресивно налаштованими чи психічно неврівноваженими пасажирами;
- застосування терористами ракет типу «земля-повітря», що запускаються з плеча;
- незаконне провезення ядерних і радіоактивних речовин;
- кібертероризм.

Ці категорії розташовані не в порядку їхньої значущості чи небезпеки, тому що їхня важливість може змінюватися в залежності від виду авіаліній чи інших обставин, але усі вони пов'язані з протиправними діями проти цивільної авіації, і наслідки їх передбачувані.
У комісіях ІКАО давно вже почали аналізувати ці загрози і розробляти заходи протидії цим погрозам всіх категорій. З усіх наведених погроз і небезпек випливає, що основні проблеми, з якими матимуть справу уряди і населення окремих країн, мають у своїй основі більш складні і потенційно більш дестабілізуючі фактори, а не тільки дії з боку інших держав і протиборчих сторін. Ці непрямі, асиметричні, безупинно зростаючі і непередбачені фактори не є ізольованими і діють у глобальному масштабі. З ними зв'язані нові погрози безпеці і стабільності сформованим націям.
Убезпечення аеропортів починається вже на етапах їхнього проектування і будівництва. Хоча донедавна адміністрація діючих авіаліній і аеропортів не приділяла належну увагу оснащенню аеропортів і інших об'єктів цивільної авіації засобами їхньої безпеки і захисту. Винятком можна вважати документ ІКАО Annex 17 SARP 4.5 , у якому наведені наступні вимоги: «Кожна держава, що має контакт із ІКАО, повинна забезпечити оптимальну відповідність архітектури й інфраструктур аеропортів технічним вимогам і застосування необхідних засобів убезпечення під час будівництва нових і реконструкції діючих аеропортів». В іншому документі ECAC Doc 30 Section 2.1.3 записано «Держави — члени ІКАО не повинні приймати і затверджувати плани і проекти аеропортів, пасажирських аеровокзалів, багажних складів і інших споруджень аеропортів, що мають прямий доступ і вихід на літне поле, без консультацій з компетентними органами і службами безпеки».
Проблеми убезпечення людей в аеропортах і аеровокзалах стали предметом ретельного вивчення після спрацьовування вибухового пристрою в авіабагажі в аеропорту Франкфурта 19 червня 1985 р. і збройних нападів із застосуванням стрілецької зброї і гранат в аеропортах Рима і Відня 27 грудня того самого року.
У 1986 р. Міністерство торгівлі Великої Британії разом з Управлінням аеропортами Великої Британії ВАА (англ. British Airport Authority) прийняли рішення про те, що в споруджуваному новому вокзалі для авіапасажирів в аеропорті London Stansted Airport і в інших споруджуваних чи реконструйованих об'єктах цього аеропорту будуть застосовані ефективні фізичні засоби і заходи убезпечення. Це рішення передбачало заходи жорсткого передполітного огляду авіапасажирів авіаліній підвищеного ризику, захист місць масових скупчень людей, убезпечення аеропортів від можливих специфічних короткочасних нападів і, звичайно, повне розмежування потоків пасажирів, що вилітають чи прилітають. Інша важлива вимога, обумовлена цим рішенням, полягало в тому, що будинки для пасажирів в аеропортах повинні мати вікна великих розмірів з метою зниження до мінімуму впливів вибухів на людей у зонах необмеженого доступу. Конструкції будинків, проектованих з урахуванням вимог даного рішення, повинні пройти експертизу фахівців із протидії вибуховим пристроям.
Наступні роботи були зв'язані з будівництвом аеропорту Stansted. Роботи проводилися робочою групою за стандартами PSWG (англ. Physical Standards Working Group). Ця група, що складалася з промислових і урядових експертів, підготувала документ «Убезпечення аеропортів цивільної авіації». Цей документ не містить обов'язкових до виконання вимог, а скоріше є джерелом докладної інформації з основ і цілей безпеки цивільної авіації.
Документ охоплює такі проблеми: — мінімізація впливу вибухів — у розділі розглядається застосування звичайних вибухових речовин у нападах на аеропорти і даються рекомендації з виявлення і знешкодження саморобних вибухових пристроїв, що закладаються в транспортні чи засоби предмети багажу; — захист людей — першочергова задача, що полягає в практичному створенні постійної чи тимчасової захищеності авіапасажирів та обслуговчого персоналу і відвідувачів від нападів із застосуванням вогнепальної зброї і гранат. У розділі містяться рекомендації зі застосування куленепробивних тканин, матеріалів, здатних протистояти вибухам чи гранатам, а також зі запобігання (в інтересах митної служби) передачі контрабандних товарів від однієї групи порушників іншій; — контроль доступу — скорочення кількості штатних співробітників, для яких необхідний доступ у контрольовані зони, є очевидним, але часто ігнорованим заходом безпеки, наприклад, у проектуванні зовнішніх огороджень літного поля чи, звичайно, під приводом архітектурної естетики. Пункти видачі багажу часто розташовуються в контрольованій зоні, де вони не повинні бути. У місцях видачі багажу пасажирам міжнародних ліній вимоги локальної митної служби можуть бути забезпечені іншими засобами, але винесення багажу з контрольованої зони може істотно знизити ризик зворотного проникнення пасажирів у цю зону і створює невидимий бар'єр для проникнення до неї сторонніх осіб; — захист за периметром — до цієї задачі часто ставляться як до другорядної, хоча відсутність такої охорони створює сприятливі умови для нападів зловмисників на інфраструктури аеропорту чи літаки і часто стає об'єктом критики з боку засобів масової інформації, зазвичай, у зв'язку з якимись авіаційними інцидентами. У документі зазначені докладні відомості про доступні технічні засоби периметрового захисту, а також наведені дані про системи охоронного телебачення, освітлення і пасивних інфрачервоних детекторів.
Пошук шляхів підвищення безпеки в авіації завжди пов'язаний з певними компромісами. Якщо такий пошук починається на ранньому етапі розробки, то може виявитися, що обраний варіант не зовсім підходить для застосування надалі обраних засобів контролю окремих зон і не задовольняє комерційним вимогам. У результаті виходить, що для застосування адекватних засобів убезпечення залишаються обмежені можливості. Створюються вузькі місця у контролі, а обрані засоби не можуть функціонувати нормально. Документ містить стандарти на необхідні приміщення та площі для технічних засобів безпеки, правила їхнього застосування й обслуговування. Це дає можливість розроблювачу визначати необхідні площі та приміщення для розташування обраних засобів.
Розрахунки проводять з урахуванням п'яти факторів:
- наявність необхідних рентгенівських доглядових установок;
- кількість місць ручного догляду;
- необхідна кількість стаціонарних металодетекторів;
- необхідний простір для авіапасажирів, що піддаються огляду;
- достатня кількість приміщень для служб підтримки (службові приміщення, кімнати для індивідуального огляду тощо).

Документ є результатом роботи групи із залученням висококваліфікованих експертів. Він прийнятий Міжнародним комітетом з безпеки в авіації (ACI) і міжнародною асоціацією повітряного транспорту (IATA) як керівний матеріал з проектування систем безпеки аеропортів.
Останнім часом спостерігається зсув спрямованості злочинів у сфері комп'ютерних і інформаційних технологій убік незаконного користування послугами відповідних служб, а не розкрадання технічних засобів. Це так називаний кібертероризм. Критично важливі системи усі з більшою імовірністю можуть піддаватися атакам зловмисників і злочинних елементів. Наслідки таких атак, навіть не навмисних, можуть бути дуже важкими.
Погрози кібертероризму є новими і, разом з тим, найбільш небезпечними погрозами XXI століття.  Кібертероризм може виявлятися в різних формах. Найпростіша з них — це психологічна війна з метою поширення дезінформації з використанням засобів масової інформації для порушення нормальної роботи аеропортів і авіаліній. Подібне спостерігалося після подій 11 вересня 2001 р. Це може викликати (і викликало) відмову авіапасажирів від польотів, що відіб'ється на економіці країн, яка залежать від цивільної авіації. Більш небезпечні погрози кібертероризму можуть призвести до серйозних безпорядків зі смертельними наслідками для людей, дезорганізації роботи аеропортів і ушкодженням літаків у польоті.
Традиційними способами дії проти цивільної авіації і її об'єктів було застосування реактивних гранат, киданих з певних відстаней на злітно-посадкові смуги чи проти літаків, які знаходяться на стоянках, а також пуски з плеча портативних ракет типу земля-повітря проти літаків, що знаходяться в польоті. У багатьох випадках такі напади вимагають перебування терористів на невеликих відстанях від об'єктів нападу, що може сприяти їх захопленню.
Але дії кібертерористів проти аеропортів і літаків істотно відрізняються від традиційних терористичних і злочинних нападів на об'єкти цивільної авіації. Кібертерористи можуть, діючи з одного місця, впливати на хід подій у сотнях інших місць у глобальних масштабах.
В одноголосно прийнятою асамблеєю ІКАО резолюції в 1998 р. звертається увага країн на необхідність прийняття законодавчих і технічних заходів протидії кібертероризму.
У зв'язку з глобальним упровадженням нових систем навігації і керування повітряним рухом CNS/ATM, які використовують навігаційні супутники і комп'ютерні технології, зростають потенційні погрози втручання в їхню нормальну роботу внаслідок проникнення зловмисників в обчислювальні і комунікаційні мережі.
Органи національної безпеки і міжнародні організації по боротьбі зі злочинністю уже враховують наявність таких погроз. Але для того, щоб створити дійсно ефективну протидію цим погрозам, необхідний нової підхід до проблеми і нові структури, а саме головне — нові угоди між відповідними відомствами. Безсумнівно, зміцнення національної безпеки і сприятливе цьому законодавство стає усе більш взаємозалежними особливо, коли ці погрози виявляються не тільки усередині окремих країн, але і приходять ззовні і приймають масштаби, що загрожують демократичним порядкам. Наразі практично неможливо розділити виникнення проблем на внутрішні і зовнішні за тими чи іншими принципами і тим більше вважати, що вони не вийдуть за національні кордони.
Ці небезпеки стали предметом особливого обговорення в групі секретаріату ІКАО із законодавчих аспектів систем CNS/ATM і додатково вивчатимуться групою аналізу .
Як документи ІКАО, так і документи інших міжнародних організацій із проблем авіаційної безпеки є в країнах-членах цих організацій рекомендаційними. Для того, щоб ці документи носили директивний характер і були б обов'язкові для усіх фірм, організацій, служб і персоналу, необхідні законодавчі акти, прийняті на тому чи іншому рівні. У першу чергу це стосується Національної програми авіаційної безпеки, зміст якої відповідає вимогам документів Міжнародної організації цивільної авіації. Структура і зміст цього документа розглянуті в наступному розділі посібника.

## Національна програма авіаційної безпеки
Матеріали ІКАО  носять рекомендаційний характер, і тому створювана Національна програма авіаційної безпеки унікальна і обумовлена особливостями тої чи іншої держави.
Рекомендована типова програма поділяється на 14 розділів. Кожний розділ починається з вступного тексту, який містить рекомендації по складанню національної програми авіаційної безпеки держави. Документи, які безпосередньо підкріпляють національну програму безпеки, включно програми авіаційної безпеки міжнародних аеропортів, програми авіаційної безпеки експлуатантів авіакомпаній і програми підготовки у галузі авіаційної безпеки, слід виносити у додатки. Ці документи мають містити опис методів, на основі яких конкретні організації у державі, такі, як адміністративні органи аеропортів і експлуатанти авіакомпаній, будуть виконувати положення національної політики.
Національна програма безпеки цивільної авіації розробляється Державними органами згідно з положеннями Повітряного кодексу держави, Додатку 17 до Чиказької конвенції про Міжнародну організацію цивільної авіації (ІКАО), а також з урахуванням рекомендацій ІКАО  тощо.
Основним завданням програми є забезпечення захисту і охорони пасажирів, членів екіпажу повітряного корабля, наземного персоналу, населення, об'єктів аеропорту та аеронавігації, що обслуговують цивільну авіацію, як на міжнародному, так і на державному рівнях від актів незаконного втручання на землі і в польоті.
Програма визначає державну політику у галузі авіаційної безпеки і ґрунтується на таких принципах:
- заходи безпеки мають бути адекватними рівню загрози;
- жодний цивільний повітряний корабель не може вилітати поза межі повітряного простору країни без дозволу на це;
- жодна особа не допускається на борт без відповідної підстави і дозволу;
- жодна особа або транспортний засіб не може увійти до контрольованої зони без дозволу на це;
- аніякі предмети без проходження процедур контролю не можуть вноситися на борт;
- авіаційний персонал допускається до робіт лише за проходження ним відповідної підготовки тощо.

### Терміни та визначення
Ці визначення забезпечують загальну основу для посилань, сприяють кращому усвідомленню характеру конкретних положень Державної програми авіаційної безпеки та нормативної бази ІКАО.
Акт незаконного втручання:
- насильства стосовно особи, яка перебуває на борту повітряного корабля в польоті, якщо такий акт може загрожувати безпеці цього повітряного корабля;
- руйнування повітряного корабля, що знаходиться в експлуатації, або завдавання йому пошкодження, яке може вивести його з ладу або загрожувати його безпеці у польоті;
- розміщення у повітряному кораблі пристрою або речовини, що може його зруйнувати або завдати йому пошкодження, яке може загрожувати його безпеці у польоті;
- руйнування або пошкодження аеронавігаційного обладнання або втручання в його експлуатацію;
- повідомлення свідомо неправдивих відомостей, що спричиняють загрозу безпеці повітряного корабля в польоті;
- незаконне та умисне використання пристрою, речовини або зброї в аеропорту або на борту повітряного корабля.

Багаж: речі пасажирів або екіпажу, які перевозяться на борту повітряного корабля за угодою з експлуатантом авіакомпанії.
Безпека: комплекс заходів, а також людські та матеріальні ресурси, призначені для захисту цивільної авіації від актів незаконного втручання.
Вантаж: будь-яке майно, яке перевозиться на борту повітряного корабля, за винятком бортових припасів та багажу.
Вантажна зона: Вся ділянка землі, а також засоби і обладнання, які передбачені для оброблення багажу. До цього належить перон, вантажні склади та сховища, місця стоянки транспортних засобів, а також шляхи між ними.
Диверсія: акт або умисна шкода, яка має на меті викликати зловмисне або позбавлене сенсу знищення майна, що ставить під загрозу діяльність цивільної авіації та її служб і призводить до незаконного втручання в її діяльність.
Догляд (перегляд, огляд): Застосування технічних або інших засобів, призначених для виявлення зброї, вибухових речовин, інших небезпечних пристроїв і предметів, які можуть бути використані для вчинення незаконного втручання.
Загроза вибуху: Загроза, отримана із анонімного або іншого джерела, в якій повідомляється або мається на думці справжня або несправжня інформація, що безпеці повітряного корабля у польоті або на землі, будь-якого аеропорту або засобу цивільної авіації, або будь-якій особі може загрожувати вибухова речовина або інший предмет чи пристрій.
Засоби і обладнання для проходження контролю з метою безпеки за межами аеропорту: міський аеровокзал або вантажне транспортне агентство, які забезпечені засобами і обладнанням для здійснення контролю з метою забезпечення безпеки.
Зона вильоту: простір між місцем реєстрації та місцем чекання контрольованої зони.
Контрольована зона: робоча площа аеропорту, прилегла до неї територія та розташовані поблизу будови або їхні частини, доступ до яких контролюється.
Контроль з метою безпеки: заходи, за допомогою яких може бути попереджене постачання зброї, вибухових речовин або предметів, які можуть бути використані для вчинення акту незаконного втручання.
Неконтрольована зона: зона аеропорту та будови, куди особи, які не є пасажирами, мають вільний доступ.
Обладнання убезпечення: спеціальні пристрої, призначені для самостійного використання, або як частина будь-якої системи для забезпечення захисту від актів незаконного втручання.
Охоронна зона обмеженого доступу: зона аеропорту, будови або їхні частини, доступ до яких обмежений або контролюється з метою забезпечення авіаційної безпеки та безпеки польотів.
Пасажирська зона: вся ділянка землі, а також засоби та обладнання, які передбачені для обробки пасажирських потоків. До них належать перон, будови аеровокзалу, місця стоянки наземного транспорту і шляхи сполучення.
Перон: Визначена площа сухопутного аеродрому, яка призначена для розташування повітряних кораблів для посадки або висадки пасажирів, завантаження чи вивантаження вантажу, заправки, стоянки або ТО.
Реєстрація: Процес оформлення експлуатантом перевезень для їх приймання на визначений рейс.
Робоча площа: частина аеропорту, призначена для зльоту, посадки та руління повітряних кораблів.
Стерильна зона: зона між будь-яким пунктом перевірки та догляду пасажирів і повітряним кораблем, доступ до якої суворо контролюється.
Тривога, пов'язана з загрозою вибуху: стан тривоги, оголошений компетентними повноважними органами, з метою здійснення плану заходів щодо нейтралізації можливих наслідків, пов'язаних з отриманням загрози з анонімного джерела чи по інших каналах, або обумовлений виявленням підозрілого пристрою чи іншого підозрілого предмета на борту повітряного корабля, в аеропорту або в межах розташування будь-якого об'єкта.
Уразлива точка: будь-який засіб чи обладнання, яке знаходиться в аеропорту і(або) зв'язане з ним, знищення якого може призвести до серйозного порушення діяльності аеропорту.
Тут наведені не всі терміни, які стосуються авіаційної безпеки. Більш докладно вони наведені в документах Департаменту авіаційного транспорту та ІКАО.

### Законодавчі акти. Міжнародні конвенції
Україна є учасником міжнародних правових актів, які прийняті ІКАО і стосуються проблеми захисту цивільної авіації від актів незаконного втручання, а саме: Токійської конвенції  ; Гаазької конвенції ; Монреальської конвенції , а також Монреальського протоколу  тощо .
Державні законодавчі акти. Програма набуває юридичної сили на підставі Повітряного кодексу України та Указу Президента "Про положення про Державну службу з нагляду за забезпеченням безпеки авіації України ".
Національна програма базується на ряді правових актів країни: Кримінальний кодекс України, Кодекс України про адміністративні правопорушення, закони України про міліцію, про зовнішньоекономічну діяльність, про підприємство, про міжнародні договори тощо.

### Розподіл обов'язків
Призначеним повноважним органом цивільної авіації в Україні є Державна служба з нагляду за забезпеченням безпеки авіації України (Державіаслужба).
В Державіаслужбі створений структурний підрозділ Управління з авіаційної безпеки.
Всі функції із забезпечення авіаційної безпеки авіапідприємства виконуються службами авіаційної безпеки (САБ).
Функції охорони громадського порядку, убезпечення об'єктів цивільної авіації покладається на територіальні органи Міністерства внутрішніх справ (МВС) України. Безпосередньо в аеропортах та на інших об'єктах цивільної авіації органом убезпечення та охорони громадського порядку є лінійні відділи внутрішніх справ (ЛВВС).
Серед обов'язків ЛВВС:
- попередження, припинення та виявлення злочинів проти засобів і служб цивільної авіації;
- поточний нагляд і патрулювання у всіх зонах аеровокзалу;
- спостереження за пасажирами з метою виявлення осіб, які можуть становити загрозу безпеці цивільної авіації;
- участь у проведенні контролю на безпеку пасажирів, членів екіпажу, їх ручної поклажі, багажу, термінових, кур'єрських, поштових відправлень та бортових припасів за угодою з керівництвом аеропорту;
- участь у плануванні дій за кризових й надзвичайних обставин та забезпечення запланованих заходів.

Для координації дії на державному рівні створюється державний комітет з нагляду за убезпеченням цивільної авіації. Коло його повноважень, функціональні обов'язки, склад цього комітету забезпечують можливість надання ним консультативної допомоги Державіаслужби у разі потреби, координації та керівництва заходами проти актів незаконного втручання, постійного нагляду за ходом реалізації таких заходів, надання консультацій в галузі авіаційної безпеки відповідним міністерства та відомствам (мал.2.1).
В кожному аеропортові утворюється комітет з авіаційної безпеки, головним завданням якого є надання консультацій у розробленні та координації заходів та процедур безпеки в аеропорту. Його повноваження стосуються впровадження національної програми авіаційної безпеки в аеропорту та здійснення нагляду та контролю за її реалізацією. Цей комітет крім всього складає перелік уразливих точок аеропорту, а також графіки перевірки стану безпеки об'єктів аеропорту.
Керівник аеропорту за сумісництвом виконує обов'язки керівника цього комітету.
До комітету входить керівник служби авіаційної безпеки аеропорту.

### Охорона аеропортів, повітряних суден, аеронавігаційних засобів та служб
До обов'язків керівництва аеропорту належить визначення зон, які життєво важливі для убезпечення діяльності ЦА. В аеропорту готуються плани таких зон, які затверджуються Державіаслужбою. Цими планами визначаються межі і призначення контрольованої, стерильної та охоронної зон обмеженого доступу. Допуск до контрольованих та охоронних зон обмеженого доступу регламентований положенням про пропускний та внутрішній об'єктовий режим в авіапідприємствах і на об'єктах ЦА.
Інформація про зони, які розташовані за межами аеропорту і зазначені як зони обмеженого доступу, викладається в програмі безпеки аеропорту. Це такі зони, як майданчики розташування радіолокаторів, радіонавігаційних маяків, НВЧ-антен каналів зв'язку земля — повітря тощо.
Охоронні зони охороняються фізичною охороною та технічними засобами. Кожна зона огороджується. Доступ до таких зон дозволений лише за перепусткою. Контроль доступу до стерильної, контрольованої та зони обмеженого доступу поширюється і на пасажирів з дійсними авіаквитками, які допущені до перевезення, авіаційний персонал та інші особи з персональними перепустками до визначеної зони.
Авіапасажиру дозволений доступ до стерильної та контрольованої зони аеропорту для посадки у призначений виконувати певний рейс повітряний корабель, за умови, що він пред'явив чинне посвідчення особи та справжній авіаквиток з реквізитами.
Контроль убезпечення ЦА здійснюється стосовно всіх пасажирів, ручної поклажі і багажу, який належить їм.
Зони, до яких проходять авіапасажири після догляду для очікування посадки на борт, визначаються як стерильні зони. Цілісність таких зон забезпечується безперервним контролем за всіма потенційними точками доступу до стерильної зони. Перед використанням ці зони ретельно перевіряються.
Джерелами повноважень на здійснення контролю убезпечення пасажирів, їх ручної поклажі та багажу є:
Повітряний кодекс України ;
«Положення про Державний департамент авіаційного транспорту України», затверджене Указом Президента України № 425/95 від 5 червня 1995 року ;
«Тимчасові правила контролю з метою забезпечення безпеки цивільної авіації», затверджене Постановою Кабінету Міністрів України № 592 від 2 серпня 1995 року .
До всіх авіапасажирів, їх ручної поклажі і багажу в аеропортах України застосовуються процедури контролю на безпеку з використанням металошукачів, рентгенівського та іншого обладнання і засобів там, де вони існують, а за їх відсутності — вручну.
Ручний контроль убезпечення здійснюється у тих випадках, коли обладнання відсутнє або зіпсоване. Ручний контроль застосовується також для виявлення підозрілих предметів у багажі чи в одязі пасажиру після спрацьовування доглядового обладнання. Як додатковий захід згідно з положенням про надзвичайні обставини може провадитися також вибірковий контроль не менше 10 % пасажирів.
Будь-якій особі, яка відмовляється від процедури контролю, має бути відмовлено від допуску до стерильної зони аеровокзалу.

### Обладнання убезпечення цивільної авіації
Обладнання для убезпечення ЦА може застосовуватися лише за наявності сертифікату типу, який видається Державіаслужбою. Як обов'язковий для рентгенівського обладнання застосовується затверджений і зареєстрований у Держстандарті України галузевий стандарт ГСТУ 54.001-95 , ДСТУ 7587 : 2014, який містить мінімальні загальнотехнічні вимоги до такого обладнання.
Незалежно від місця розташування кожна одиниця доглядового обладнання має бути відкаліброваною згідно з встановленим стандартом. Мінімальні та максимальні рівні спрацьовування пошукового обладнання має здійснюватися на підставі випробувань з використанням еталонних зразків (тест-зразків), що імітують предмети та речовини, які підлягають виявленню. Підвищення чутливості обладнання обумовлюється зростанням загрози. Випробування та калібрування доглядового обладнання здійснюється при уведенні обладнання, а також під час періодичного технічного обслуговування (ТО).
Все доглядове обладнання, яке використовується для убезпечення експлуатується згідно з рекомендаціями виробників, індивідуальних стандартних процедур, які наведені в програмах безпеки аеропорту, а також в інструкціях і правилах Державіаслужби.
Всі повноважні органи експлуатації доглядового обладнання повинні дотримуватися графіку профілактичного ТО та ремонту з підтриманням оптимально ефективної роботи цього обладнання з урахуванням вимог виробників, а також стандартів України. Здійснення ТО і ремонту проводиться лише сертифікованим персоналом експлуатаційних служб. Програми убезпечення аеропортів мають містити детальний опис типів, кількості та місця розташування доглядового обладнання, а також методи і періодичність його перевірки та калібрування.

### Персонал
З метою всеосяжного і належного здійснення державної програми безпеки цивільної авіації до штатного розкладу Державіаслужби та авіапідприємств вводиться додаткова чисельність працівників.
Розрахунок чисельності працівників, розподіл їх за функціональними напрямками діяльності та інше міститься у Додатках Української державної програми безпеки цивільної авіації.
Залежно від статусу, категорії, функціональних обов'язків працівника, який здійснюватиме функції убезпечення цивільної авіації, керівництво аеропорту, експлуатанти авіакомпаній, орендарі розроблюють та затверджують посадову інструкцію на кожну штатну посаду для авіаційного персоналу. Інструкція визначає мінімальні вимоги та норми щодо загальної і спеціальної освіти, віку, набутого досвіду та інше, і за узгодженням з відповідними медичними закладами — перелік лікарняних протипоказань на виконання обов'язків в галузі авіаційної безпеки.
У документах ІКАО наведені рекомендовані  кількість бригад служби, прості триденні графіки чергувань підрозділу служби авіаційної безпеки тощо. Підготовка персоналу для САБ знаходиться у компетенції Державіаслужби, управління якого розробляє та затверджує програму підготовки в галузі авіаційної безпеки. Державіаслужба визначає організації, відповідальні за навчання спеціалістів. Програма навчання містить загальний опис навчальних занять, теми занять, критерії знань та умінь тощо.

## Технічні засоби контролю та методи убезпечення цивільної авіації

### Технічні засоби служб авіаційної безпеки
В останні роки у світі виконані декілька промислових розробок систем контролю багажу в аеропортах, які істотно збільшили можливості контролю і виявлення вибухонебезпечних предметів і зброї. Це відповідає рекомендації IKAO про підвищення рівня авіаційної безпеки. Спільні зусилля міжнародного співтовариства необхідні для повного вирішення проблеми.
Але збільшення випадків несанкціонованого втручання в функціонування авіаційно-транспортної системи свідчить про можливе зростання випадків тероризму в тих країнах, які починають проводити активну міжнародну політику.
Наразі безпека повітряних перевезень розглядається деякими державами як комерційний чинник, а значить жорсткий контроль багажу пасажирів всі більше і більше впливає на загальну ефективність авіакомпаній. Цілком ясно, що немає простого і єдиного шляху забезпечення жорсткого контролю багажу пасажирів в різноманітних аеропортах миру і більш того, цей контроль для аеропортів світу буде різний і залежатиме він від обсягу і типу повітряних перевезень, форми, розмірів і ймовірностей зужитої системи контролю.
В деяких системах контролю використовується ускладнена технологія (наприклад, система EDS, яка весь час удосконалюється), в інших же випадках використовується ручний контроль. В деяких країнах контроль багажу здійснюється перед паспортним контролем, в інших — після. Переваги і недоліки кожної з існуючих технологій добре відомі і враховуються в кожному конкретному випадку і залежать від складності, характеристик і вартості кожної конкретної системи.
У роботі  наведено особливості сучасних технологій контролю багажу:
- контроль з розміщенням багажу в самому обладнанні (системі) контролю або за ним може мати переваги, але він супроводжується бесідою з власником багажу;
- контроль з розміщенням багажу перед обладнанням контролю вимагає значного і дорогого простору, яке менеджер аеропорту часто віддає перевагу використовувати з комерційною метою (для здачі в концесію);
- контроль з розміщенням багажу в самому обладнанні може подовжити процедуру контролю;
- контроль з розміщенням багажу за обладнанням контролю вимагає, щоб розмова з пасажиром була стислою;
- звичайну систему рентгенографічного контролю не тяжко придбати, але вона вимагає більше операційного персоналу, ніж вимагається в простіших і менш складних автоматичних системах контролю;
- будь-яка технологія може генерувати помилкові сигнали, які потребують розв'язання в цих випадках суперечок, що виникають з пасажиром;
- технологічно складні системи контролю, наприклад, рентгенографічні, повинні мати можливість переходу на ручний контроль;
- деякі автоматичні системи контролю, які оптимізовані для використання при високій швидкості контролю багажу, краще використовувати з транспортером.

Автоматика робить можливим керувати великими потоками багажу більш легко і просто.
Експертизу авіакомпаній, їхніх аеропортів і фахівців можуть здійснювати IKAO, Міжнародна рада аеропортів (АСІ) і Міжнародна асоціація повітряного транспорту (ІАТА).
При виборі технології контролю багажу в аеропортах важливо забезпечити чітке розуміння тих обмежень, що накладаються вибраною системою контролю. Змінювана останніми роками економічна ситуація зумовила появу і використання нових технологій. Це означає, що процес реалізації програми переходу на 100%-ний контроль пасажирів і багажу затягуватиметься. Ключовою вимогою як для великих, так і для малих аеропортів і для всіх авіакомпаній, що виконують як міжнародні, так і внутрішні рейси за розкладом або чартерні рейси, є забезпечення максимальної універсальності, надійності і мінімально можливої вартості догляду одного місця багажу.
Системи виявлення вибухових речовин та зброї можна грубо поділити на такі категорії :
- Технічні засоби без отримання зображення — відбиття гамма-променів, детектори радіоактивності, металошукачі, собаки;
- Технічні засоби з отриманням зображення — рентген-випромінювання, гамма-промені, ультразвук, нейтронне опромінення тощо;
- Хімічна ідентифікація — детектори слідів речовин, ядерний квадрупольний резонанс NQR, рентгенівська дифракція, імпульсний аналіз з використанням швидких нейтронів PFNA

Ще з 1980 р. декілька держав почали використовувати для перевірки пасажирів і багажу так звані нейтронні аналізатори (TNA). Однак їхнє використання гальмується через складність врахування умов в конкретному аеропорту (наприклад, наявність пилу в відділенні сортування багажу та ін.), а також недостатнього часу для контролю багажу.
Вже в 1990 р. почали використати рентгеноскопічні системи контролю. Під час такого контролю багаж міститься перед блоком контролю або в ньому. Використання системи можливо не в усіх аеропортах і тільки в таких випадках: — якщо аеропорт має обмежений обсяг міжнародних перевезень;
- якщо є порівняно дешева робоча сила (що нехарактерно для країн Європи);
- в аеропортах, що беруть участь в повітряних перевезеннях за умов специфічних кризових ситуацій (наприклад, війна у Перській затоці, в Афганістані).

На початку 1990 р. були розпочаті розробки декількох перспективних систем контролю. Одна з них також є рентгенографічною системою, але її експлуатація у порівнянні з попередніми системами спрощена. Зниження вартості комп'ютерної техніки призвело до створення більш зручних, надійних і універсальних (smart) рентгенографічних систем контролю. Системи контролю (EDS) нової генерації здатні автоматично визначати з достатньою точністю імовірність вибуху. Для визначення імовірності вибуху також може використовуватися комп'ютерна томографія. Країни Європи, США і IKAO розробляють стандарти на створення таких систем. Основою для цього є прийнята в березні 1991 р. в Монреалі «Конвенція з маркування пластикових матеріалів для визначення імовірності вибуху» .
Перспективні системи контролю пасажирів і багажу повинні працювати за принципом одноразового контролю в пункті вильоту і не вимагати контролю в аеропортах пересадки. Це є причиною встановлення загальних критеріїв для всіх аеропортів (що майже досягнуте в аеропортах Європи з вступом програми ЕСАС). Загальні зусилля всіх країн-членів IKAO і програма ЕСАС в Європі в наступному десятиріччі призведе до реалізації 100%-ого контролю пасажирів і багажу.
Незважаючи на те, що уже використовується велика кількість різноманітних технічних засобів, фахівці продовжують працювати над засобами, що повинні підвищити увагу, зосередженість і мистецтво інтерпретації оператора. Ключовим моментом є інтерпретація, оскільки терористи знають, що оператор шукає пристрої з типовою конструкцією і, ще важливіше, із ключовими демаскувальними компонентами. Немає способу довідатися заздалегідь, як виглядатиме вміст валізи пасажира і хитромудро улаштована бомба терориста.
Багато операторів доглядових пристроїв розповідають про вигадливі об'єкти, перевезених у багажі, і ще більш дивних методах їхнього упакування. Ясно, що підготовка персоналу грає життєво важливу роль також, як необхідність того, щоб оператор знав і почував важливість роботи.
Рентгенівські апарати в основі своєї технології не є новими, але удосконалення в галузі програмного забезпечення можуть допомогти оператору штучно розфарбувати об'єкти, сховані під якимись щільними матеріалами, між органічними матеріалами, легкими і важкими металами. Механізм розпізнавання на простій рентгенівській системі — це питання розпізнавання різних форм і щільностей. Аналогічні системи, що використовують гамма-промені, застосовуються для просвічування в деяких ситуаціях об'єктів великого обсягу, наприклад насипного вантажу і машин.
Міжнародна корпорація прикладних наукових досліджень SAIC розробила гамма-променеві системи виявлення, наприклад, систему перевірки машин і вантажу VACIS. Джерелами гамма-променів служать ізотопи, що містяться в міцному контейнері з відповідною біологічним захистом. Тому вони вимагають значно меншого обслуговування, ніж рентгенівські генератори. SAIC робить стаціонарні і мобільні гамма-променеві системи. Мобільні системи можуть забезпечити оперативність і ефективність, створюючи дуже якісні зображення. Мобільні системи можна доставити в порт і встановити зусиллями трьох чоловік за 15 хв.
У розробці знаходяться компактні системи. Переваги гамма-променевих просвічуваних систем полягає в тому, що вони можуть справлятися з габаритними об'єктами, що підлягають просвічуванню у великих портах чи на залізничних станціях, на складах. Інспектування вантажів у кузовах автомашин чи транспортних контейнерах вручну було б неприпустимим у сенсі витрат часу і ресурсів. Рентгенівські технології не є ідеальними в ряді ситуацій, що зустрічаються в портах і аналогічних спорудах. Гамма-промені здатні проникати глибше і створювати зображення більш високої якості і значно швидше, ніж рентгенівські системи. Ця швидкість гарантує високу об'ємну пропускну спроможність.
Переваги систем, що створюють зображення, полягає в тому, що вони можуть забезпечити високу пропускну спроможність, якщо оператор зможе підтримувати зосередженість. Деякі рентгенівські системи містять сигнальні пристрої, щоб привертати увагу оператора до предметів з певною щільністю і розмірами. У машинах серії СТХ, що виготовляються компанією Inc Vision Technologies, використовується СТ — сканування в поперечному перерізі для виявлення усього, що виглядає схожим на бомбу у пасажирів і в багажі в аеропортах. СТ — сканування (чи томографування) є медичною технологією, що дозволяє бачити крізь уміст багажу. Вона усе ширше використовується в аеропортах і на ділянках перетинання кордону.
Інші системи використовуються в трохи іншому способі, щоб отримати зображення досліджуваного об'єкта. Принцип дії імпульсного аналізу з використанням швидких нейтронів PFNA полягає в тому, що об'єкт піддається опроміненню імпульсного потоку швидких нейтронів. Ці нейтрони надходять або з радіоактивного джерела, або з генератора нейтронів. Опромінення ними багажу призводить до появи гамма-променів, перевипромінюваних вуглецем 12С, киснем 16О й азотом 14N з особливими демаскувальними ознаками.
Ці системи можна запрограмувати на передачу сигналів тривоги після виявлення конкретних демаскувальних факторів, а, отже, конкретних вибухових речовин. Ключовою перевагою таких систем є те, що оператору не треба інтерпретувати результати, а тому систему можна залишити саму в процесі перевірки значної кількості багажу. Хоча технічно аналіз PFNA не є системою, заснованої на одержанні зображення внутрішньої структури об'єкта контролю, деякі її варіанти здатні давати псевдозображення, щоб полегшити пошук місця розташування конкретної речовини серед багажу. Ясно, що такого роду техніка не підходить для перевірки людей. Аналіз PFNA за загальним визнанням поки ще знаходиться у стадії розроблення і у використанні таких систем мало.
Квадрупольний резонансний аналіз QRA, також відомий як ядерний квадрупольний резонанс NQR, працює на тому самому принципі, що і медичні сканери MRI, тільки без магнітів і одержання зображення. Підлягаючий скануванню об'єкт опромінюють в імпульсному режимі низькочастотними радіохвилями малої інтенсивності, що тимчасово збуджують ядра азоту 14N.
Для розпізнавання об'єктів служить обрахована спінова щільність на відміну від електронної щільності, яка визначається в рентгенівських системах. Коли кожний з цих збуджених атомів (наприклад, азот 14N для вибухових речовин) повертається до свого нормального стану, він випромінює радіохвилі у певному діапазоні радіочастот. Частота залежить від виду атомів речовини, інтенсивність — від кількості збуджених атомів, а швидкість зняття збудження — від хімічних зв'язків. Сигнали такого радіоспектру приймаються чутливим панорамним радіоприймачем, і за характером випромінювання (частотним спектром) визначають тип конкретної речовини. Якщо частотний спектр складається, наприклад, з характеристичного спектру великої частки азоту 14N, то це характерно для вибухових речовин. Подібний аналіз можна провести з дуже високою точністю і з високою імовірністю виявлення, але для обмеженого асортименту матеріалів. Ці прилади, зазвичай, містять у цифровій пам'яті певну кількість образів таких спектрів і після обчислення спектра зразка ЕОМ порівнює його із записаними в пам'яті образами.
Наразі ці системи функціонують ледь повільніше рентгенівських, але досягають більш високих показників якості роботи. У своїй сучасній конфігурації вони не дають зображення внутрішньої структури об'єктів контролю. Вимірювальний об'єм таких систем сягає 300 л і більше. У комп'ютерних системах QRA запам'ятовують понад 400 спектрів, які після аналізу порівнюються з отриманими спектрами. Системи QRA можна використовувати для перевірки людей, оскільки радіохвилі є нешкідливими.
Детектори слідів хімічних речовин використовують різні принципи, включно визначення рухливості іонів, проби на хімічні речовини і газову хроматографію. Для детектора слідів потрібний зразок. Цей фактор детекторної системи звичайно означає, що зразок треба брати вручну, а не за допомогою автоматизованої системи. Детектори хімічних слідів мають додаткову перевагу, оскільки дозволяють перевіряти людей і особливо корисні в ідентифікації специфічних матеріалів. Однак вони часто вимагають багато часу або через операцію вибирання зразків, або через тривалість самого тесту. Імовірність помилкових спрацьовувань залежить від застосовуваної технології, але зазвичай знаходиться в діапазоні 0,1…0,15.
Одним з лідерів у галузі систем виявлення слідів хімічних речовин є компанія Barringer Inc. Детектори IONSCAN і SABRE цієї компанії засновані на спектрометрії рухливості іонів IMS. Вони є могутніми аналітичними інструментами, що здатні виявляти і точно ідентифікувати сліди і пари широкого кола хімічних речовин. Вони оптимізовані на виявлення наркотиків і вибухових речовин. Ідентифікація багатьох речовин методом спектрометрії рухливості іонів стала можливою завдяки використанню декількох основних принципів: багато хімічних речовин виділяють пару чи частинки, які поглинаються чи прилипають до поверхонь матеріалів, з якими вони контактують, наприклад, одягом, шкірою, контейнерами і папером;зазначені сліди можна зібрати; навіть мікроскопічні сліди таких хімічних речовин можна виділити з цих частинок (перетворюючи в пару) нагріванням.
Можна взяти зразки пари усередині замкнутих просторів, у яких містяться наркотики чи вибухові речовини;ці речовини в пароподібному стані надходять до детектора IMS. Деякі вибухові речовини самі виділяють пару. Пару можна зібрати спеціально обробленим абсорбувальним матеріалом, який згодом вводиться у детектор IMS; пари наркотиків чи вибухових речовин піддаються іонізації (перетворюються в іони). Коли ці іони спрямовують у кероване електричне поле, вони рухаються з різною швидкістю, у залежності від розмірів і структури. Характерна швидкість, з яким рухається іон (мобільність іона) є класифікаційною ознакою, за якою визначають вихідну речовину. Примітно, що вибухові речовини утворюють негативні іони, тоді як більшість наркотиків, наприклад, героїн і кокаїн утворюють позитивні іони. Типова тривалість аналізу — 8 с для детектора IONSCAN і менша за 15 с — для детектора SABRE. Ці системи демонструють дуже низьку імовірність помилкових спрацьовувань.
На передньому краї техніки виявлення вибухівки знаходяться так називані біотехнічні системи виявлення, у яких використовуються, наприклад, антитіла з генетично закладеною здатністю реагувати з певними вибуховими речовинами. Специфічність реакцій з біологічними антитілами забезпечать цим системам високу точність з малою імовірністю помилкових тривог. Однак цим системам зразок треба подавати вручну.
Розроблювані перспективні системи виявлення використовуватимуть комплексування даних, тобто комбінування двох чи більш технологій в одній гібридній системі. Вочевидь квадрупольний резонансний аналіз QRA стане компонентом цих гібридних систем, але системи з одержанням зображення збережуть своє місце щонайменше ще протягом ряду років.
Технічні розробки для використання в системах спостереження за людьми поки ще не дуже близькі до стадії практичного впровадження. Значні зусилля були зроблені за останні кілька років в області різних новаторських технологій без особливих результатів у вигляді устаткування, готового до роботи. Одним з винятків є техніка розпізнавання обличчя, також відома як цифрова біометрична ідентифікація за обличчям, яка вже впроваджена в багатьох аеропортах світу.
Складні цифрові камери з програмним забезпеченням використовувалися в місцях скупчення людей для виявлення злочинців і терористів на основі алгоритмів порівняння обличчя з наявними записами. Ця техніка пройшла дуже швидкий шлях від теорії до практики. Організація ІКАО виділила розпізнавання за обличчям як біометричний процес, що найвірогідніше буде обраний для глобального поширення, хоча ця технологія і викликає деяку стурбованість з погляду порушення цивільних прав і свобод людини.
Служба імміграції і натуралізації США зацікавлена у використанні відеокамер і комп'ютерних баз даних для ідентифікації відомих незаконних іммігрантів і злочинців, терористів, наркокур'єрів і інших осіб в аеропортах, контрольних пунктах і інших в'їзних об'єктах.
Одна з проблем, яку варто перебороти, полягає в тому, що банк даних по терористах і злочинцях складається з пласких 2D-зображень, а камери повинні здійснювати порівняння облич у 3D-форматі.
Деякі методи розпізнання обличчя засновані на вимірюванні рис обличчя з декількох кутів, переведенні цієї інформації в цифрову форму і комп'ютерне порівняння з зображеннями, що маються у базі даних. Інші системи використовують термографію обличчя для вимірювання характеристик теплових картин, випромінюваних кожним обличчям. Однак серйозним недоліком цього методу є те, що алкоголь радикально спотворює теплограми. Але це спотворення може служити для виявлення п'яних людей, які можуть бути потенційно небезпечними у польоті.
Детектори міліметрових хвиль використовують природне випромінювання людини в пасивному режимі чи відбиті імпульси після опромінення людей у міліметровому діапазоні радіохвиль. Відслідковуючи міліметрову частину спектра, випромінюваного людським тілом, деякі системи здатні виявляти такі предмети як пістолети і наркотики з відстані щонайменше 3,5 м. Теоретично вони можуть дивитися крізь стіни будинків і виявляти діяльність за ними. Ця інфрачервона техніка заснована на тому, що всі об'єкти природним образом випромінюють широкий спектр електромагнітних хвиль. Більшості студентів відомо, що тіло людини випромінює тепло в інфрачервоному діапазоні. Менш відомий той факт, що люди є винятково гарними джерелами, що випромінюють хвилі міліметрового діапазону, за потужністю еквівалентних випромінюванню 100-ватної лампочки розжарювання.
Коли людину візуалізують у цьому діапазоні, будь-який схований предмет виявляється як темне зображення на тлі світлого зображення людини. Ця різниця в яскравості зображень обумовлена різною інтенсивністю випромінювання. Спостереження можуть здійснюватися дистанційно з необхідною обережністю. Незважаючи на те, що пасивні прилади ІЧ-діапазону бачать крізь одяг, зображення на дисплеї не розкривають інтимні анатомічні деталі. Представники митниці і САБ вважають їх більш корисними, оскільки вони усувають необхідність обмацувати пасажирів і дозволяють здійснювати більш ретельну перевірку.
Одним з напрямків досліджень є створення комплексної системи, у якій використовують радар міліметрових хвиль MMR і довгохвильовий ІЧ-приймач окремо чи разом для вимірювання різниці температур між схованою зброєю і тілом людини. Очікується істотне збільшення імовірності виявлення захованої зброї після комплексування сигналів цих датчиків і їхньої спільної роботи на комп'ютерний візуалізатор. Як альтернативу пропонують гібрид між MMR і ультразвуковою системою візуалізації.
Ще однією системою спостереження вірогідніше стануть сейсмічні датчики, що дозволяють реєструвати удари серця на відстані. Ці системи, що використовують акустичні чи сейсмічні методи, виявляють людей крізь стіни будинків, контейнерів, автомашин. Слід їх очікувати в підрозділах САБ у найближчі 5…10 років. Звичайно, більш прості системи виявлення людей, схованих у машинах, уже готові до постачань на озброєння. Для роботи з ними досить прикріпити геофони зовні великої машини. У системах швидкодіючої перевірки автомашин на відсутність у них незаконних пасажирів використовуються алгоритми для виявлення особливої форми сейсмічної хвилі від ударів людського серця і виділення її на тлі й інших вібрацій.
До інших експериментальних систем, належить система, що працює за таким принципом: людину опромінюють електромагнітним імпульсом (імпульсом Хевісайда — стрибком напруги), а потім вимірюють затримку за часом зворотного випромінювання від наявних у цієї людини металевих предметів. За інтенсивністю і часовій затримці зворотного випромінювання можна визначити його характер і ідентифікувати цей предмет як зброю, чи як металевий об'єкт, що не представляє загрози. Ще варто проробити деякі дослідження, щоб визначити чи має ця система достатню розділову спроможність для використання службою безпеки під час фізичного розшуку захованої зброї. Очікується, що дороблена система матиме низьку імовірність помилкових тривог. Є також проблема в тому, щоб привчити авіапасажирів до думки, що на них буде спрямовані електромагнітне випромінювання і переконати їх, що воно нешкідливе.
Для впровадження розглянутих технологій виявлення захованої зброї можна використовувати існуюче устаткування, що застосовується в розвідуванні мінеральних ресурсів, визначенні параметрів навколишнього середовища, військовій навігації і виявленні підводних човнів. Ці технології засновані на пасивному зондуванні магнітного поля Землі.
Незначні зміни магнітного поля, викликані феромагнітними об'єктами, наприклад, пістолетами і ножами, можна виявити надчутливими магнітометрами. Датчики в цій системі мають одночасно збирати дані, забезпечуючи тим самим від верху до низу магнітний профіль людини. Обґрунтування підозри буде продиктовано місцем і величиною зареєстрованої магнітної аномалії. Створюється електронний каталог магнітних демаскувальних ознак шляхом збирання магнітних профілів зброї різних типів у різних місцях, а також ряду звичайних предметів особистого користування. Ці демаскувальні ознаки пізніше використовуватимуться в схемах аналізу, що дозволять визначити наявність, місце розташування, а, у перспективі, тип захованої зброї. Однак, ця технологія дозволяє виявляти лише феромагнітні матеріали.
Ще один метод полягає у використанні надзвичайно малих доз розсіяного рентгенівського випромінювання в сполученні з прогресивними засобами комп'ютерної обробки зображення для виявлення зброї, вибухових речовин, заборонених хімікатів, а також контрабанди, схованої під одягом людини. Людина, що підлягає огляду, стоїть перед системою близько 3 с. Підсилене комп'ютером зображення з'являється на моніторі, на якому видні обриси людини і будь-які заховані предмети. Для одержання декількох видів, на-приклад, попереду, позаду і з боків, людина повинна повернутися.
За цим методом для виявлення захованих предметів потрібна лише частка від того рівня випромінювання, що раніш вважався необхідним. За 3 c сканування людина одержує 3 мкбер (бер — біологічний еквівалент рентгена) опромінення. Цей рівень порівнянний з 10…20 мкбер/г, що людина одержує від природної фонової радіації, 500 мкбер/г, одержуваними в польоті на літаку пасажирської авіалінії на висоті 10 км над рівнем моря, і 30…300 мбер, одержуваними під час медичного рентгенівського обстеження.
Терагерцева технологія являє приклад нової технології, але ще не ясно чи буде вона мати якесь застосування у галузі безпеки. Вона використовує електромагнітне випромінювання з дуже високою частотою — порядку 1000 ГГц. Вона дозволяє одержувати дані і зображення через різні захисні матеріали, включаючи і метали.
Перед службами безпеки стоїть проблема по знешкодженню виявлених боєприпасів і бомб. Є можливість інтегрувати деякі засоби виявлення і спостереження в устаткування по знешкодженню боєприпасів, щоб допомогти оператору з безпечних відстаней ідентифікувати бомбу, визначити її положення і компоненти.
Однак, основний попит на ринку апаратів з дистанційного знешкодження боєприпасів лишатиметься за найпростішими моделями. З початку 2001 року в усьому світі відбулося понад 30 операцій із знешкодження терористичних вибухових пристроїв і приблизно стільки ж осіб отримали поранення в ході цих операцій. Близько 75 % втрат понесли ті команди із знешкодження, що не використовували найпростіші апарати з дистанційним керуванням, а мали лише самі основні інструменти.
У будь-якої техніки є основні проблеми. Наприклад, її дорожнеча. Для розвинених країн це не обов'язково є проблемою, але для країн, що розвиваються, це дійсна проблема. А відкіля найчастіше з'являються терористи?
Занадто часто технічні системи знецінюються, коли вони погано інтегровані в комплексний план дій. Цей план має передбачати підключення додаткових систем з описаними детальними протоколами дії, керованих добре підготовленим і регулярно атестованим персоналом. Уся техніка світу марна при відсутності належного керування і розуміння її сили і слабостей. Півроку згодом подій 11 вересня 2001 р. служби безпеки деяких американських аеропортів уже заспокоїлися і в інспекційних перевірках пунктів догляду пропустили до 70 % (!) тест-зразків.
Таким чином, техніка дозволяє частково вирішити проблему. У міру того, як тероризм простирає свої щупальця, з'являється необхідність знаходити прийнятні рішення. А це значить, що з'явиться реальний ринок для недорогої і не дуже складної техніки. Детектор, нехай не з видатними, але з прийнятними характеристиками, простий у використанні й обслуговуванні, завжди перевершить за своїми показниками чудово зроблені складні, але погано керовані системи.

### Багаторівневий метод контролю пасажирів та багажу
Діяльність служб безпеки аеропортів спрямована на забезпечення авіаційної безпеки, регулярності та ефективності роботи аеропортів цивільної авіації заходами по захисту від актів незаконного втручання згідно з чинними правилами України, рекомендованою практикою та процедурами ІКАО.
Технічні підрозділи САБ невпинно поповнюються новітніми зразками обладнання і в першу чергу радіоелектронними пристроями неруйнівного контролю. Ці пристрої розроблені за результатами теоретичних досліджень останніх років. У САБ використовують прилади з датчиками майже всіх діапазонів електромагнітних хвиль та корпускулярного випромінювання, а також новітні газоаналітичні датчики тощо.
Застосування сучасних установок та систем виявлення вибухових пристроїв та зброї може істотно підвищити безпеку аеропортів, але навіть досконала система такого призначення має обмежені можливості та велику вартість, а впровадження таких систем у національному масштабі потребує трьох–п'яти років.
Нові технології розглядаються як заходи посилення боротьби з тероризмом. Зазвичай без систем, здатних здійснювати догляд авіапасажирів та їхнього багажу без нарікань з боку пасажирів, будуть збільшуватися затримки в аеропортах внаслідок ручного догляду. Авіалінії змушені будуть скоротити обсяг польотів. На жаль, сучасні системи виявлення на основі рентгенівської техніки, комп'ютерної томографії та спектроскопії рухомих іонів мають певні недоліки. Деякі з цих систем можуть виявити добре заховані вибухові речовини, але їх впровадження потребує значних коштів. До того ж вони мають високий рівень помилкових (хибних) тривог (0,2…0,4).
Створення ефективного захисту від тероризму є складною проблемою, особливо для країн, що мають розвинену мережу повітряного транспорту з великою кількістю авіаліній та аеропортів зі своїми особливостями. Проблема ускладнюється також непередбаченістю дій терористів. Важливе значення має також наявність уразливих місць у системах авіаційної безпеки, які можуть бути використані зловмисниками. До таких уразливих місць відносять, наприклад, процедури догляду авіапасажирів та їхнього багажу, вантажів і поштових відправлень.
Найважливішою проблемою є попередження потрапляння на борт літаків вибухових пристроїв та зброї. Ця проблема має розв'язуватися сумісними зусиллями держави та промисловості.
Необхідне впровадження мультиенергетичних рентгенівських систем з двома або більше рівнями енергії випромінювання для суцільного догляду авіабагажу на всіх внутрішніх та міжнародних авіалініях. Для підвищення загальної безпеки необхідно комплексне застосування різних технологій.
До всіх пасажирів, їхньої ручної поклажі і багажу в аеропортах України застосовуються процедури з метою контролю на безпеку з використанням металошукачів, рентгенівського та іншого обладнання і засобів там, де вони існують, а за їх відсутністю або несправності — вручну.
Мінімальні та максимальні рівні пошуку, спрацьовування сигналізації обладнання та його чутливості наводяться у правилах з експлуатації такого обладнання, стандартах і технічних умовах, вимогах щодо забезпечення безпеки.
Встановлення вихідних порогів чутливості обладнання ґрунтується на результатах випробувань зразків, які імітують предмети та речовини, що підлягають виявленню. Підвищення чутливості обладнання обумовлюється зростанням загрози.
Все обладнання повинно експлуатуватися згідно з рекомендаціями виробників, індивідуальних стандартних процедур, які приведені в програмах безпеки аеропорту, а також в інструкціях і правилах Міністерства інфраструктури України.
Інженерними фірмами спроектовані нові будови аеровокзалів, де передбачено багаторівневий контроль багажу, як і рекомендується документами ІКАО.
Розглянемо стопроцентний п'ятирівневий контроль багажу авіапасажирів.
Згідно з нормами ІКАО весь багаж і всі пасажири, що прямують на борт літака, мають перевірятися на наявність заборонених до провезення повітряним транспортом матеріалів та речей.
Сучасними нормами будівництва аеровокзалів передбачається, що весь багаж проходить автоматичний доглядовий контроль за допомогою рентгенівських інспекційних систем. На жаль, висока достовірність виявлення небезпечних предметів та матеріалів (імовірність правильного виявлення вище 0,99) супроводжується також високими рівнями помилкових спрацьовувань.
Це значення після автоматичної процедури детектування EDS небезпечних матеріалів і предметів сягає 350 ‰ (1 ‰ — проміле). Час, який займає інспектування багажу сучасним обладнанням, визначається продуктивною спроможністю рентгенівських приладів, і має значення десь близько однієї секунди на одну одиницю багажу. Є відомості про ще вищу спроможність — 6000 одиниць багажу за годину. З цього витікає, що перший ступінь контролю займає 15…20 хв. обробки багажу пасажирів одного літака за умови, що всі пасажири рейсу підійшли до інспекційного стояка і без зволікань віддали свого багажу на перевірку.
Це — ідеалізація процесу, тому новими схемами контролю передбачена одночасна перевірка багажу всіх пасажирів, що невдовзі відлітають з цього аеропорту. Але тоді виникає необхідність мати технологічну процедуру сортування багажу після контролю. Така процедура передбачена схемою перевірки.
Вилучений багаж 350 ‰ після першого ступеня автоматичної перевірки EDS потрапляє на другий ступінь: контроль ведеться типовим рентгенівським обладнанням, але у зв'язку з підвищеними вимогами до імовірності помилкових рішень час, який у середньому витрачається на аналіз зображення одиниці багажу досягає 10…30 с.
Тобто на перевірку і аналіз 350 ‰ вилученого багажу витрачається занадто багато часу (до однієї години). Але вже розроблюються заходи, щоб ця тривалість не виходила би за межі того строку, який призначений на весь контроль.
Детальна перевірка і аналіз на другому рівні не дає повністю достовірного контролю, тому десь 30…50 ‰ багажу потрапляє далі на томографічне інспектування за допомогою новітнього обладнання або рентгенівських інтроскопів з багаторакурсним просвічуванням багажу декількома передавачами чи з робочим столом, який обертається навколо своєї осі. Таке обладнання випускає фірма Heimann-Smith і воно представлено на українському ринку. На кожну одиницю багажу витрачається 10…15 с. Але й томографічне інспектування не дає повного і достовірного контролю.
Близько 1 ‰ багажу йде на четвертий рівень перевірки — на ручну перевірку. Всі об'єкти контролю, які достовірно не належать до категорії дозволеного для пронесення на борт, мають бути знищені на п'ятому рівні перевірки.
Після кожного ступеня перевірки багаж розгалужується на два шляхи: на сортування й завантаження літака, а також на подальший контроль. Ймовірнісні та часові характеристики всіх ланок контролю повинні мати такі значення, щоб кожна ланка не вносила затримку у процес загального контролю багажу.

## Облаштування аеропортових пунктів догляду пасажирів та багажу
Кількість чи характеристики обладнання, необхідного для облаштування пунктів догляду, залежать від ряду факторів, а саме, від кількості пасажирів, що підлягають догляду; приміщення, яке може бути виділене для розташування обладнання; від кількісного складу співробітників, які вміють працювати з обладнанням. Наприклад, цілком ясно, що для великого аеропорту із складною інфраструктурою, де регулярно доглядають велику кількість пасажирів, для забезпечення ефективного догляду необхідно більше обладнання, ніж для невеличкого аеропорту з меншими показниками пропускної спроможності.
Тому, кількість пасажирів є тим найкращим критерієм оцінювання кількості обладнання, необхідного для забезпечення такої ефективної роботи пунктів догляду, за якою проходження формальностей у цьому аеропорту не викликатиме претензій з боку пасажирів. Обрахунок необхідної кількості обладнання робиться згідно результатами аналізу та прогнозування статистики потоку пасажирів.